# Museo Cabeza de Juárez
El Museo Cabeza de Juárez es un museo y monumento que se encuentra ubicado en la Alcaldía Iztapalapa, en la Ciudad de México.

## Localización
Se encuentra ubicado en la glorieta que forma la Avenida Guelatao frente a la FES Zaragoza de la UNAM, cerca de la estación del metro Guelatao. Fue construido en honor a Benito Juárez. Es considerado como un centro turístico de Iztapalapa.

## Historia
El monumento fue construido durante sexenio del presidente Luis Echeverría Álvarez para conmemorar el centenario de la muerte de Benito Juárez en el año de 1972,  por lo que se decide levantar dicha obra plástica, cuya construcción colaborarían, arquitectos, ingenieros, escultores y pintores. La construcción del monumento estuvo a cargo por el arquitecto Lorenzo Carrasco en compañía del ingeniero y arquitecto Miguel Ramírez Bautista quien se encargó de la parte arquitectónica urbanística,  la obra mural originalmente iba estar a cargo por el muralista  David Alfaro Siqueiros, sin embargo,  su delicado estado de salud y posterior muerte en 1974 impidió desarrollar su labor,  el trabajo que iba realizar Siqueiros fue posteriormente retomado por su cuñado y también muralista Luis Arenal Bastar.  Después de sufrir varios retrasos durante su periodo de construcción que duró cuatro años, el monumento fue inaugurado el 21 de marzo de 1976. En ella se refleja el espíritu del taller de Gráfica Popular de aquellos pintores y escultores con militancia comunista y ánimo nacionalista. 
Posteriormente a su inauguración, el monumento lamentablemente sufrió un estado de abandono y el interior del lugar sirvió como refugio para bandas delictivas y como cárcel clandestina durante 25 años, pero en el año 2000 el recinto fue rescatado y restaurado para convertirse en museo, el proyecto museográfico estuvo a cargo del Taller de Arte e Ideología que fue coordinado por Alberto Híjar, cuyo trabajo se prolongó por varios meses y requirió una fuerte inversión económica, finalmente fue re inaugurado por la Jefa de Gobierno del Distrito Federal Rosario Robles, sin embargo,  fue  nuevamente cerrado en septiembre de ese mismo año, para corregir algunos detalles, tales como el cambio de la escalera metálica por una de madera, la colocación de placas en los muros y piso de duela así como la ampliación del vestíbulo donde ahora se puede leer en letras de gran formato la historia de la cabeza de Juárez. Actualmente el monumento está abierto y en su interior alberga el pequeño museo que tiene una exposición permanente sobre la vida política del presidente mexicano.

## Características

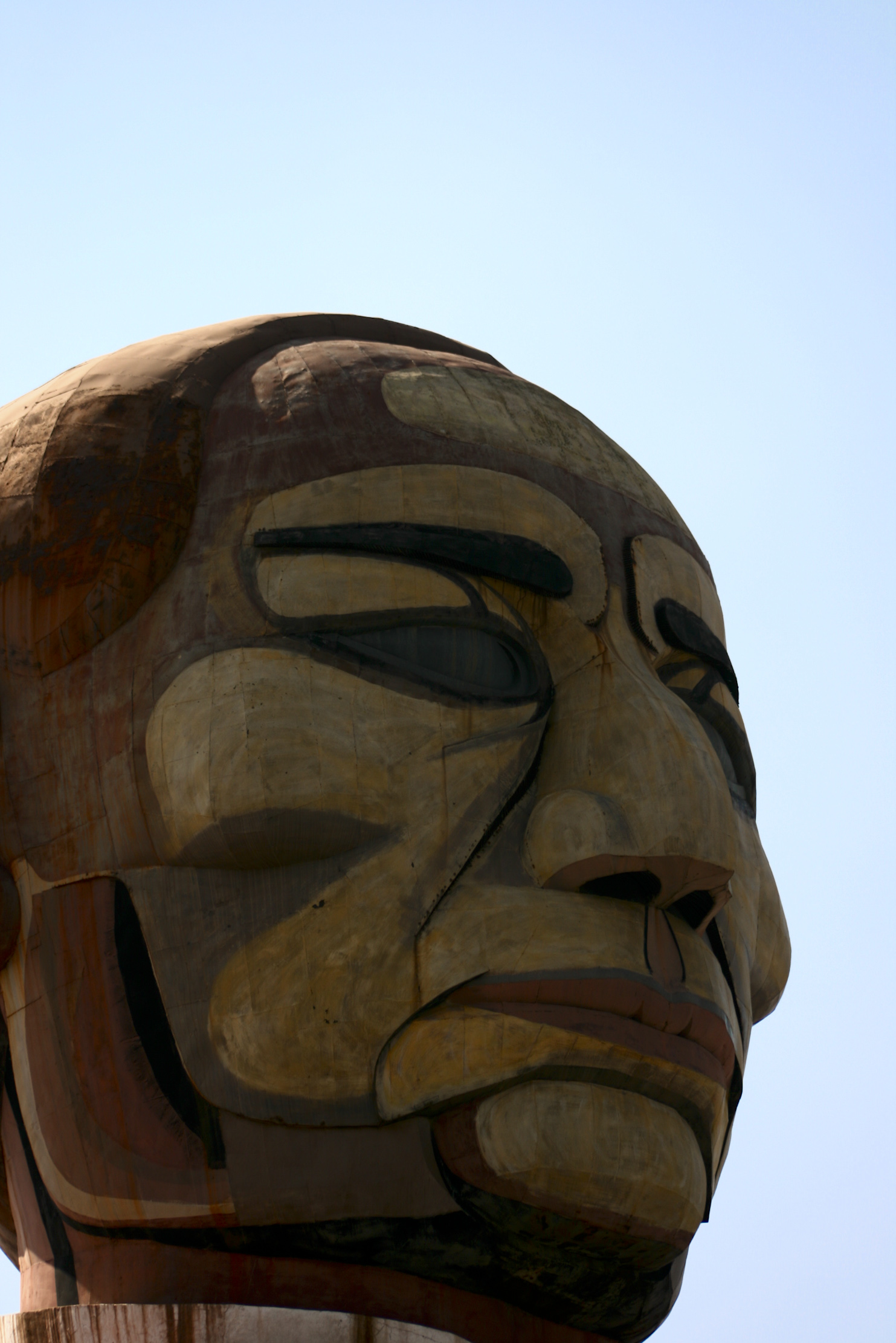
Cabeza de Juárez.

La cabeza mide 13m de altura por 9m de ancho y con 6 toneladas de peso, toma su forma basándose en láminas de acero, varilla y alambrón, fue edificada con grandes placas metálicas que el escultor ensambló y dotó de una suave y discreta policromía llena de colores. La base donde se colocó tiene una altura de 12,38 m 15,95 m de ancho y 6 m de fondo. El vértice de un foro de concreto con un ancho de 16 m abierto en dos columnas laterales, mismas que tienen 3,5 m de ancho.
Los murales del basamento presentan pinturas abstractas, figurativas aunque en principio iban a ser trabajadas por Siqueiros; la enfermedad y la muerte después impidieron que el maestro realizara esa parte del trabajo. Fue su cuñado el que ejecutó finalmente la parte pictórica.
En el interior y exterior de este recinto cultural se encuentran murales elaborados con diversas informaciones cronológicas que abarca el periodo de 1806 a 1872. Asimismo, se ofrecen cursos talleres conciertos y obras de teatros para todos las edades.